# Bad Kehlegg

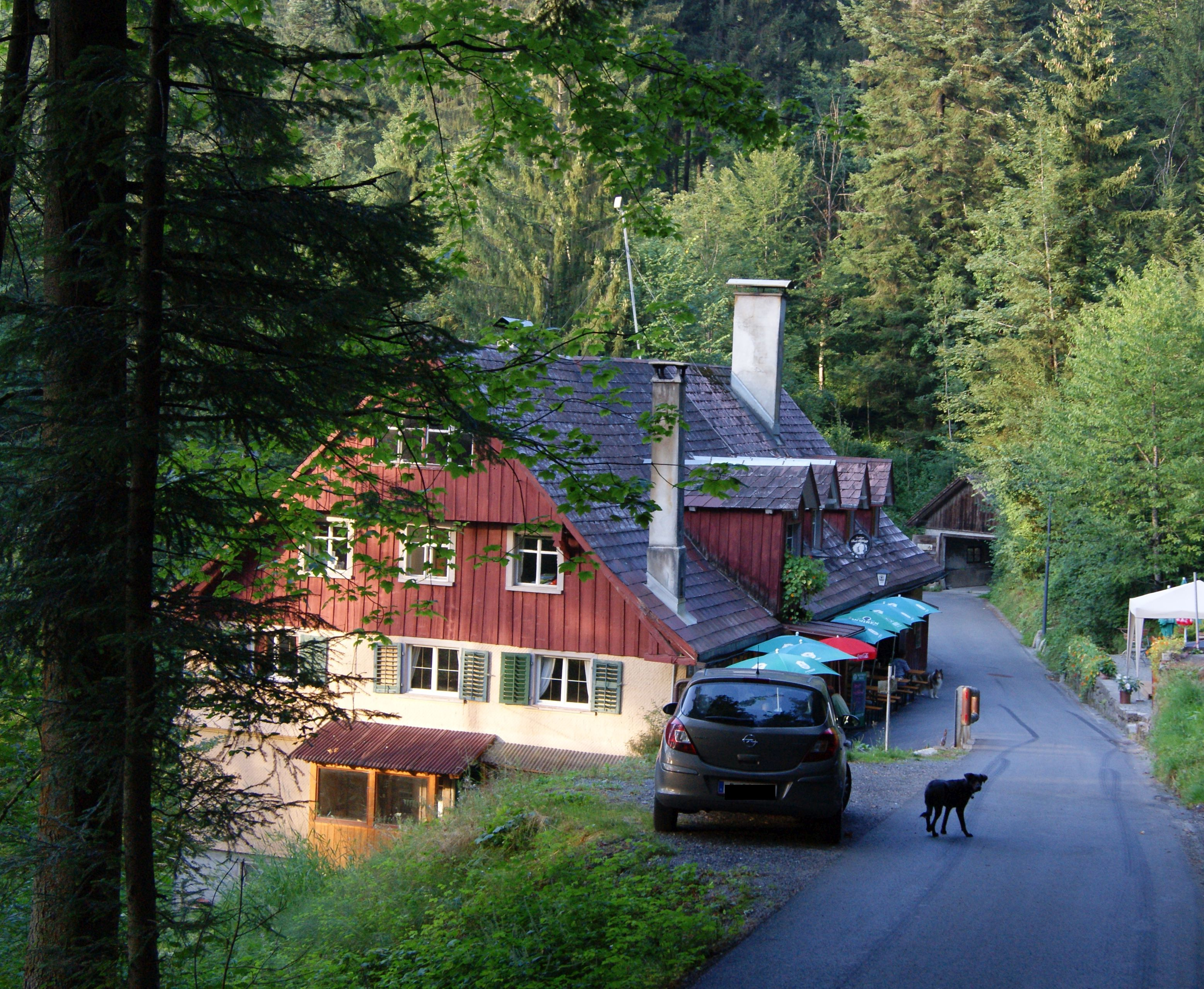
Bad Kehlegg.

Bad Kehlegg (auch: Mineralbad Maria Schnee oder Kehlegger Bad) 760 m ü. A. ist ein ehemaliges Heilbad und Gasthaus (heute nur noch Gasthaus) in Kehlegg, einem Ortsteil der Stadt Dornbirn in Vorarlberg (Österreich) und eines der ältesten Heilbäder in Vorarlberg. Es liegt in der Parzelle „Badhus“, unterhalb des Badwald. Das Gebäude steht unter Denkmalschutz (Listeneintrag).

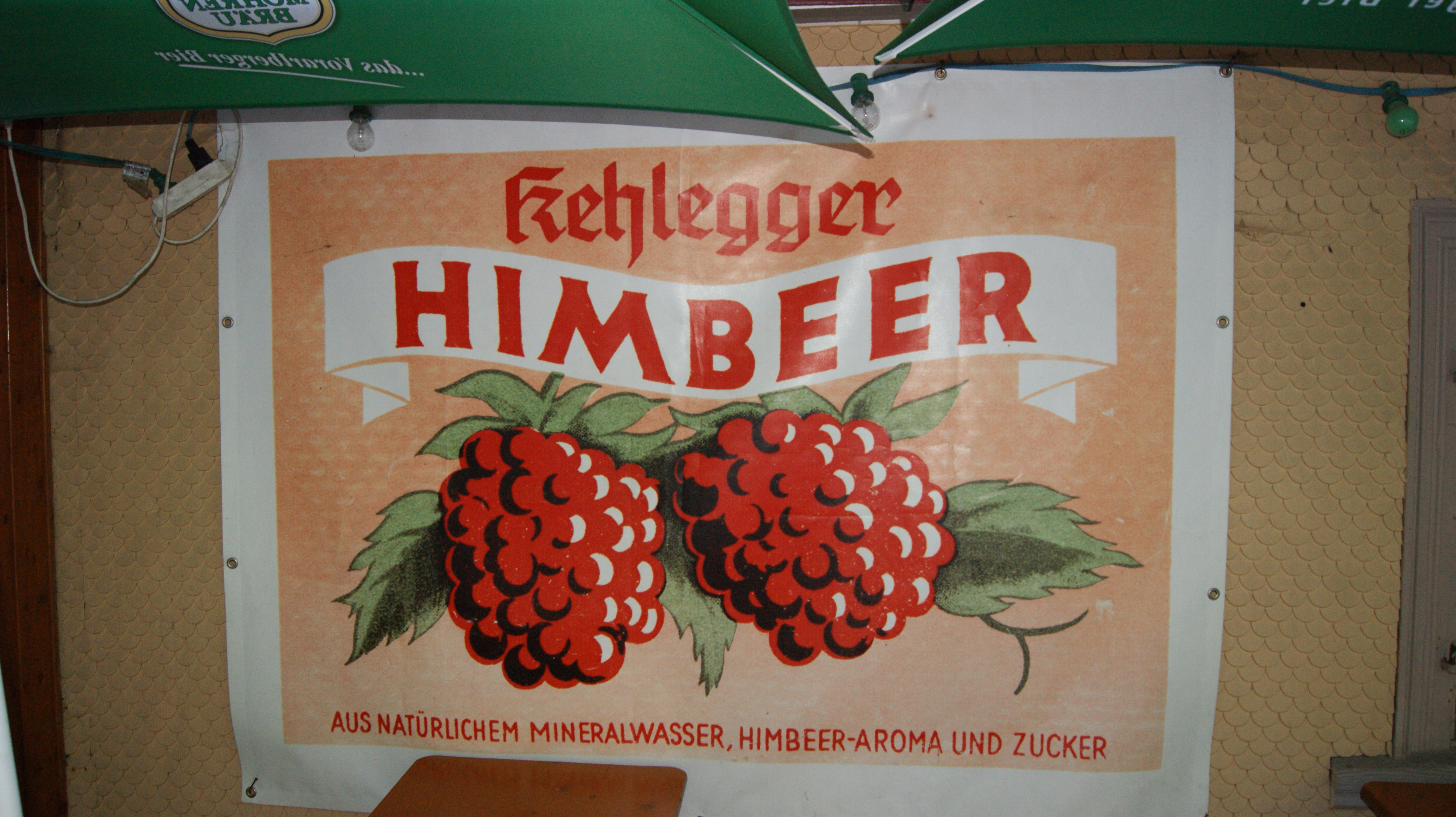
Altes Werbeschild über die hier produzierte Limonade an der Außenwand von Bad Kehlegg.

## Geschichte
Die Heilquelle von Bad Kehlegg ist seit dem 15. Jahrhundert bekannt. Im 15. und 16. Jahrhundert soll bereits ein erster Höhepunkt der Heilbadeanwendung gelegen haben.
Im 17. bis zum 19. Jahrhundert wurde das Bad auch gerne von weltlichen Priestern genutzt. Am 4. Oktober 1719 ersuchte Pfarrer Josef Vonach beim Ordinariat Konstanz um eine Messlizenz unter Verwendung eines Tragaltars (altare portatile) in der Therme (Balneum) von Dornbirn an. Dieser Tragaltar wurde am 22. Oktober 1826 durch den Bischof Bernhard Galura in der Kirche Altenstadt (Feldkirch) unter Segnung und Weihe des Altarsteines mit den eingemauerten Reliquie der Märtyrer Maximus seiner Bestimmung in Bad Kehlegg übergeben.
Nikolaus Rümmele (* 5. November 1736) war um 1784 Badwirt. Rudolf Zumtobel (26. April 1870 – 7. März 1952) erwarb 1904 das Bad. Es wurde sodann erfolgreich zu einem angesehenen Kurbetrieb ausgebaut. Der langjährige Name „Bad Maria Schnee“ wurde von Rudolf Zumtobel zu Bad Kehlegg abgeändert. Am 30. April 1929 kam es zum Brand des Dachstuhls in Bad Kehlegg, der durch Funkenflug vom Kamin entstanden war. 1929 wurde auch mit der Abfüllung von Mineralwasser und 1938 mit der Erzeugung von Limonade begonnen.
Der Sohn von Rudolf Zumtobel, Oswald (1908–1965), übernahm nach dem Zweiten Weltkrieg die Leitung des Betriebs. Unterstützt wurde er besonders von seiner Schwester Flora (6. Februar 1910 – 27. Juli 1996), die bis zu ihrem Tod in Bad Kehlegg lebte. Die Mineralwasser- und Limonadenkonzession wurde in weiterer Folge an die Mohrenbrauerei verkauft.
Das Hauptgebäude wurde Mitte der 1990er Jahre vom Dornbirner Wirtsehepaar Thomas und Beate Sauter gekauft, renoviert und als Gasthaus wiedereröffnet.
2009 wurde einige Szenen des Films „Der Atem des Himmels“ von Reinhold Bilgeri im Gasthaus Bad Kehlegg gedreht.

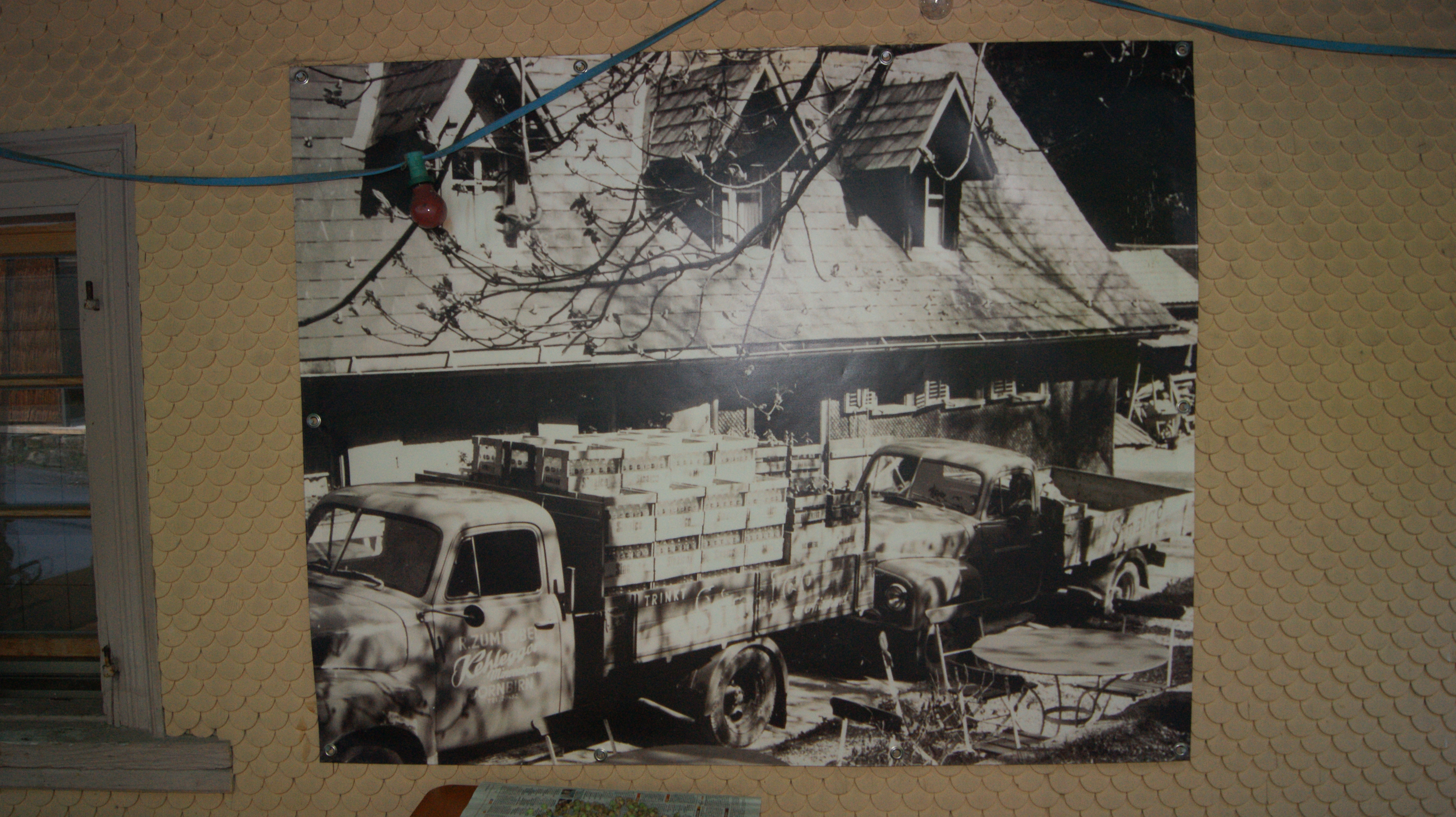
Altes Foto an der Außenwand von Bad Kehlegg.

## Badebetrieb und Heilquelle
Bei der Heilquelle handelt es sich um eine kalte Schwefelquelle, ähnlich denen in Bad Haslach in Dornbirn oder im Schwefel-Bad in Hohenems. Die Badenden wurden in großen Holzzuber mit Heilwasser in Kontakt gebracht. Ein Bade-Turnus dauerte 14 Tage. Der Badebetrieb in Kehlegg war von Anfang Juni bis Ende August, das Gasthaus von Mai bis November offen.

## Geographie / Topographie
Der Bad Kehlegg liegt etwa 450 m Luftlinie vom Dorfzentrum von Kehlegg mitten im Wald. Ein Forst- und Feldweg, der 1884/85 erbaut wurde, führt über „Badhof“ zum Ortsteil Schauner (etwa 270 m Luftlinie entfernt).